# Rolf Wennekes

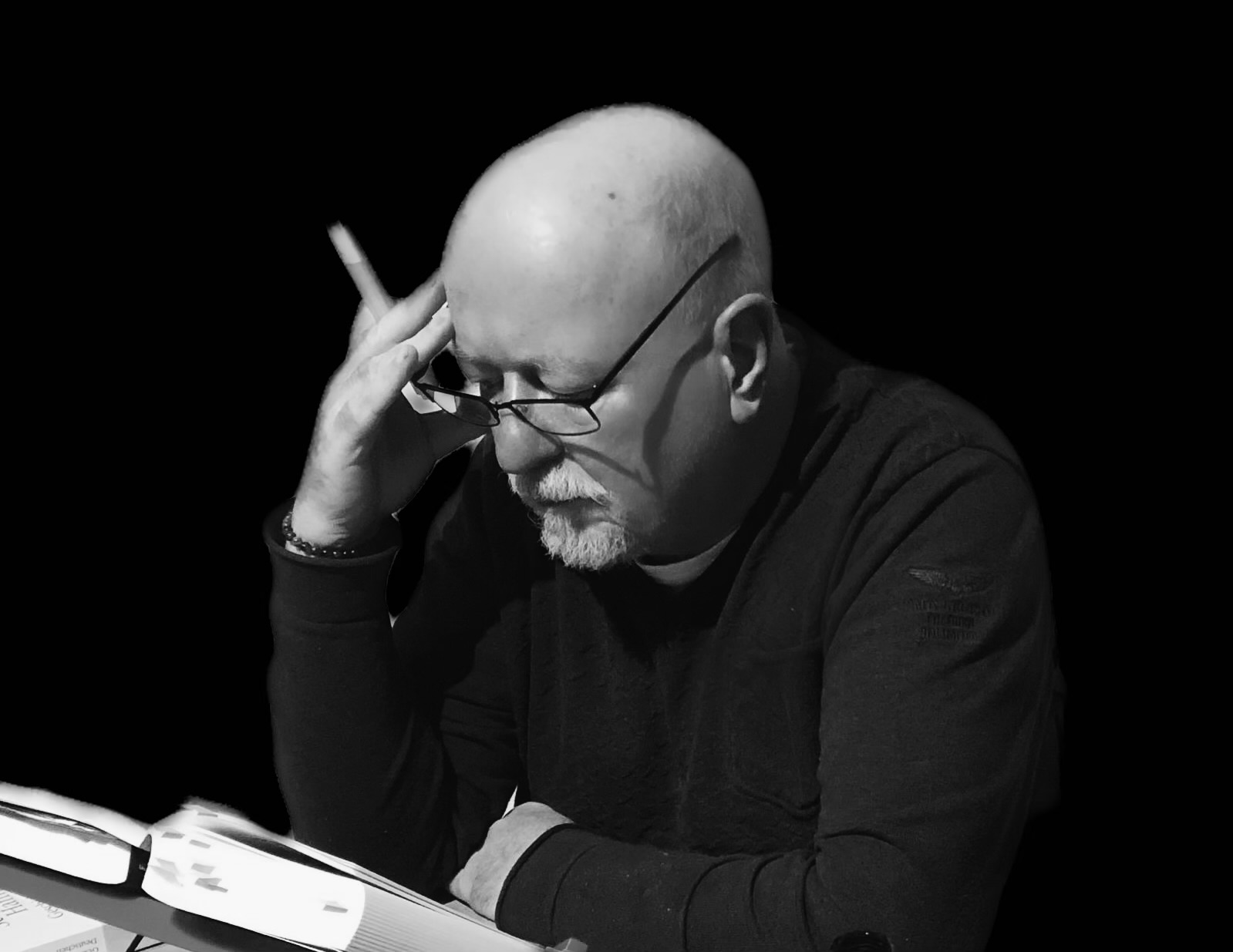
Rolf Wennekes

Rolf Wennekes (Nijmegen, 22 februari 1951) is een Nederlandse auteur en vertaler van een reeks boeken.

## Leven en werk
Nadat zijn vader, Frans Wennekes, in 1958 als buitenlands correspondent voor de Audet NV (later achtereenvolgens VNU, NV Koninklijke Wegener en DPG) was uitgezonden naar Bonn, de toenmalige hoofdstad van de Bondsrepubliek Duitsland, bracht Wennekes zijn vormingsjaren in Duitsland door. Hij studeerde aan de Rheinische Friedrich-Wilhelms-Universiteit en voltooide zijn studie letteren summa cum laude aan de Universiteit Leiden. Hij was tussen 1971 en 1974 enige tijd werkzaam voor het Presse- und Informationsamt der Bundesregierung en het NOS-radioprogramma Spiegel van Duitsland - informatie en muziek uit de Bondsrepubliek.
Tussen 1976 en 1979 verbleef Wennekes als stafmedewerker van Maharishi Mahesh Yogi in Seelisberg, Zwitserland. Na afronding van zijn studie aan de Universiteit Leiden (1987) vestigde hij zich als vertaler. Na de verkoop in 2018 van de door hem in 1987 opgerichte internationale vertaalservice vestigde Wennekes zich als auteur en publicist in Noord-Brabant.